# Ben Stawski
Ben Stawski (* 5. Juni 1990 in Nuneaton) ist ein englischer Badmintonspieler. 

## Karriere
Ben Stawski wurde 2008 englischer Juniorenmeister und gewann in dieser Altersklasse 2009 Bronze bei den europäischen Titelkämpfen. 2010 belegte er Rang zwei bei den Welsh International und Rang drei bei den europäischen Hochschulmeisterschaften. 2011 gewann er zwei Titel bei der Erstauflage der Türkiye Open Antalya. 

## Sportliche Erfolge
| Saison | Veranstaltung                             | Disziplin    | Platz | Name                             |
| ------ | ----------------------------------------- | ------------ | ----- | -------------------------------- |
| 2008   | England: Einzelmeisterschaft der Junioren | Herrendoppel | 1     | Chris Hotchen / Ben Stawski      |
| 2009   | Junioren-Europameisterschaft              | Mixed        | 3     | Ben Stawski / Lauren Smith       |
| 2010   | Europäische Hochschulmeisterschaft        | Herrendoppel | 3     | Gary Fox / Ben Stawski           |
| 2010   | Welsh International                       | Herrendoppel | 2     | Mark Middleton / Ben Stawski     |
| 2011   | Türkiye Open Antalya                      | Herrendoppel | 1     | Paul van Rietvelde / Ben Stawski |
| 2011   | Türkiye Open Antalya                      | Mixed        | 1     | Ben Stawski / Lauren Smith       |
| 2012   | Polish International                      | Mixed        | 2     | Ben Stawski / Lauren Smith       |

## Referenzen
- Ben Stawski beim Badminton-Weltverband

| Personendaten    | Personendaten               |
| ---------------- | --------------------------- |
| NAME             | Stawski, Ben                |
| KURZBESCHREIBUNG | englischer Badmintonspieler |
| GEBURTSDATUM     | 5. Juni 1990                |
| GEBURTSORT       | Nuneaton                    |